# Anthony Asquith
Anthony Asquith (9 de novembre del 1902, Londres - 20 de febrer del 1968, Londres) fou un director cinematogràfic britànic, fill de H.H. Asquith, primer ministre durant la I Guerra Mundial, i de Margot Asquith.
S'educà en el Winchester College i al Balliol College d'Oxford. El seu primer èxit fou Pygmalion (1938), una adaptació de la peça de George Bernard Shaw interpretada per Leslie Howard i Wendy Hiller. Conegut per la seva simpatia i homosexual no declarat, va estar mesclat a l'Escàndol Profum i va morir a causa d'una limfoma als sesenta-cinc anys.
Tractà el gènere policíac a A cottage on Dartmoor (1929), i el documental a Tell England, sobre la guerra dels dardànels. Triomfà a l'adaptació cinematogràfica de peces teatrals tan típicament angleses com la citada Pygmalion (1938), The Importance of Being Earnest (1953), sobre l'obra homònima d'Oscar Wilde, i moltes altres, especialment del dramaturg Terence Rattigan. Feu una obra mestra sobre la II Guerra Mundial, The Way to the Stars (1945), i abordà grans temes amb un estil correcte, tot i que una mica acadèmic: The Young Lovers (1954) i Orders to Kill (1958). Fou abans de res un gran director d'actors i un gran adaptador d'obres teatrals al mitjà cinematogràfic. Entre les seves obres mestres destaquen a més The Browning Version (1951) i The Winslow Boy (1948), ambdues sobre peces teatrals de Terence Rattigan.

## Filmografia
- Shooting Stars (1927)
- Underground (1928)
- A Cottage on Dartmoor (1929)
- The Runaway Princess (1929)
- Tell England (1931)
- The Lucky Number (1932)
- Dance Pretty Lady (1932)
- Unfinished Symphony (1934)
- Moscow Nights (1935)
- Pygmalion (1938)
- Channel Incident (1940)
- French Without Tears (1940)
- Freedom Radio (1941)
- Quiet Wedding (1941)
- Cottage to Let (1941)
- Rush Hour (1941)
- Uncensored (1942)
- We Dive at Dawn (1943)
- The Demi-Paradise (1943)
- Two Fathers (1944)
- Els avatars de la Fanny (Fanny by Gaslight) (1944)
- The Way to the Stars (1945)
- While the Sun Shines (1947)
- The Winslow Boy (1948)
- The Woman in Question (1950)
- The Browning Version (1951)
- La importància de ser franc (The Importance of Being Earnest) (1952)
- The Final Test (1953)
- The Net (1953)
- The Young Lovers (1954)
- Carrington V.C. (1955)
- On Such a Night (1956)
- Orders to Kill (1958)
- The Doctor's Dilemma (1958)
- Libel (1959)
- The Millionairess (1960)
- Two Living, One Dead (1961)
- Trets en la foscor (Guns of Darkness) (1962)
- The V.I.P.s (1963)
- The Yellow Rolls-Royce (1964)